# Campeonato Mundial de Ciclismo en Pista de 1970
El LXVII Campeonato Mundial de Ciclismo en Pista se celebró en Leicester (Reino Unido) entre el 6 y el 12 de agosto de 1970 bajo la organización de la Unión Ciclista Internacional (UCI) y la Federación Británica de Ciclismo.
Las competiciones se realizaron en el Velódromo Saffron Lane de la ciudad inglesa. En total se disputaron 11 pruebas, 10 masculinas (3 profesionales y 6 amateur) y 2 femeninas.

## Medallistas

### Masculino profesional
| Evento                 | Oro                      | Plata                      | Bronce                         |
| ---------------------- | ------------------------ | -------------------------- | ------------------------------ |
| Velocidad individual   | Gordon Johnson Australia | Sante Gaiardoni · Italia   | Leijn Loevesijn · Países Bajos |
| Persecución individual | Hugh Porter Reino Unido  | Lorenzo Bosisio · Italia   | Charly Grosskost Francia       |
| Medio fondo            | Ehrenfried Rudolph RFA   | Theo Verschueren · Bélgica | Piet de Wit · Países Bajos     |

### Masculinoamateur
| Evento                  | Oro                                                         | Plata                                                             | Bronce                                                                   |
| ----------------------- | ----------------------------------------------------------- | ----------------------------------------------------------------- | ------------------------------------------------------------------------ |
| Velocidad individual    | Daniel Morelon Francia                                      | Peder Pedersen Dinamarca                                          | Gérard Quintyn Francia                                                   |
| Persecución individual  | Xaver Kurmann · Suiza                                       | Ian Hallam Reino Unido                                            | Viktor Bykov URSS                                                        |
| Persecución por equipos | RFA Günter Haritz Peter Vonhof Hans Lutz Günther Schumacher | RDA Thomas Huschke Heinz Richter Herbert Richter Manfred Ulbricht | URSS Stanislav Moskvin Vladimir Kuznetsov Viktor Bykov Vladimir Semenets |
| 1 km contrarreloj       | Niels Fredborg Dinamarca                                    | Harry Kent Nueva Zelanda                                          | Anton Tkáč Checoslovaquia                                                |
| Medio fondo             | Cees Stam · Países Bajos                                    | Horst Gnas RFA                                                    | Antonio Cerdà Tarongí España                                             |
| Tándem                  | RFA Jürgen Barth Rainer Müller                              | RDA Hans-Jürgen Geschke Werner Otto                               | Francia Gérard Quintyn Daniel Morelon                                    |

### Femenino
| Evento                 | Oro                    | Plata                   | Bronce                   |
| ---------------------- | ---------------------- | ----------------------- | ------------------------ |
| Velocidad individual   | Galina Tsariova URSS   | Galina Yermolayeva URSS | Valentina Savina URSS    |
| Persecución individual | Tamara Garkushina URSS | Raisa Obodovskaya URSS  | Beryl Burton Reino Unido |

## Medallero
| Núm. | País           | Oro | Plata | Bronce | Total |
| ---- | -------------- | --- | ----- | ------ | ----- |
| 1    | RFA            | 3   | 1     | 0      | 4     |
| 2    | URSS           | 2   | 2     | 3      | 7     |
| 3    | Reino Unido    | 1   | 1     | 1      | 3     |
| 4    | Dinamarca      | 1   | 1     | 0      | 2     |
| 5    | Francia        | 1   | 0     | 3      | 4     |
| 6    | Países Bajos   | 1   | 0     | 2      | 3     |
| 7    | Australia      | 1   | 0     | 0      | 1     |
| 7    | Suiza          | 1   | 0     | 0      | 1     |
| 9    | Italia         | 0   | 2     | 0      | 2     |
| 9    | RDA            | 0   | 2     | 0      | 2     |
| 11   | Bélgica        | 0   | 1     | 0      | 1     |
| 11   | Nueva Zelanda  | 0   | 1     | 0      | 1     |
| 13   | Checoslovaquia | 0   | 0     | 1      | 1     |
| 13   | España         | 0   | 0     | 1      | 1     |
|      | TOTAL          | 11  | 11    | 11     | 33    |